# Megaoryzomys curioi
Megaoryzomys curioi is een uitgestorven knaagdier uit de Galapagoseilanden (Ecuador). Deze soort werd oorspronkelijk als een lid van het Antilliaanse geslacht Megalomys beschreven, maar later in een apart geslacht Megaoryzomys verplaatst. Het dier werd aanvankelijk in de Oryzomyini geplaatst en toen overgeheveld naar de Thomasomyini, maar nu worden de verwantschappen weer als onzeker beschouwd. De soort is slechts bekend van resten in grotten op het eiland Santa Cruz; een aantal kaken en tanden uit een grot op het eiland Isabela is als Megaoryzomys species gedetermineerd.
Aegialomys · Amphinectomys · Cerradomys · Drymoreomys · Eremoryzomys · Euryoryzomys · Handleyomys · Holochilus · Hylaeamys · Lundomys · Megalomys · Megaoryzomys · Melanomys · Microakodontomys · Microryzomys · Mindomys · Neacomys · Nectomys · Nephelomys · Nesoryzomys · Noronhomys · Oecomys · Oligoryzomys · Oreoryzomys · Oryzomys · Pattonimus · Pennatomys † · Pseudoryzomys · Scolomys · Sigmodontomys · Sooretamys · Tanyuromys · Transandinomys · Zygodontomys